# Scottish Division One 1904-1905
La Scottish Division One 1904-1905 è stata la 15ª edizione della massima serie del campionato scozzese di calcio, disputato tra il 20 agosto 1904 e il 29 aprile 1905 e concluso con la vittoria del Celtic al suo quinto titolo.
Capocannonieri del torneo sono stati Robert Hamilton (Rangers) e Jimmy Quinn (Celtic) con 19 reti ciascuno.

## Stagione
Parteciparono al campionato le stesse squadre della precedente stagione. In vista di un futuro ulteriore allargamento a 16 squadre, non furono previste retrocessioni.
Il Celtic concluse il campionato in anticipo rispetto ai Rangers, che con tre vittorie in altrettante partite agganciarono i rivali. Poiché entrambe avevano lo stesso numero di punti alla fine della stagione, fu necessario disputare uno spareggio per l'assegnazione del titolo. Ad aggiudicarselo furono i The Bhoys per 2-1.

## Classifica finale
Fonte:
|  | Pos. | Squadra               | Pt | G  | V  | N | P  | GF | GS |
|  | ---- | --------------------- | -- | -- | -- | - | -- | -- | -- |
|  | 1.   | Celtic                | 41 | 26 | 18 | 5 | 3  | 68 | 31 |
|  | 2.   | Rangers               | 41 | 26 | 19 | 3 | 4  | 83 | 28 |
|  | 3.   | Third Lanark          | 35 | 26 | 14 | 7 | 5  | 60 | 28 |
|  | 4.   | Airdrieonians         | 27 | 26 | 11 | 5 | 10 | 38 | 45 |
|  | 5.   | Hibernian             | 26 | 26 | 9  | 8 | 9  | 39 | 39 |
|  | 5.   | Partick Thistle       | 26 | 26 | 12 | 2 | 12 | 36 | 56 |
|  | 7.   | Dundee                | 25 | 26 | 10 | 5 | 11 | 38 | 32 |
|  | 7.   | Hearts                | 25 | 26 | 11 | 3 | 12 | 43 | 44 |
|  | 9.   | Kilmarnock            | 23 | 26 | 9  | 5 | 12 | 29 | 45 |
|  | 10.  | St. Mirren            | 22 | 26 | 9  | 4 | 13 | 33 | 36 |
|  | 11.  | Port Glasgow Athletic | 21 | 26 | 8  | 5 | 13 | 30 | 48 |
|  | 12.  | Queen's Park          | 20 | 26 | 6  | 8 | 12 | 28 | 45 |
|  | 13.  | Greenock Morton       | 18 | 26 | 7  | 4 | 15 | 27 | 50 |
|  | 14.  | Motherwell            | 14 | 26 | 6  | 2 | 18 | 28 | 53 |

Legenda:
      Campione di Scozia.
Regolamento:
Due punti a vittoria, uno a pareggio, zero a sconfitta.
Vigeva il pari merito. In caso di arrivo a pari punti per l'assegnazione del titolo o per i posti destinati alla rielezione automatica era previsto uno spareggio.

## Spareggi

### Spareggio per il titolo
Fonte:
|        | Risultati |         | Luogo e data                         |
| ------ | --------- | ------- | ------------------------------------ |
| Celtic | 2-1       | Rangers | Cathkin Park, Glasgow, 6 maggio 1905 |
|        |           |         |                                      |